# Hylodes heyeri
Espèce
Statut de conservation UICN

 DD  : Données insuffisantes
Hylodes heyeri est une espèce d'amphibiens de la famille des Hylodidae.

## Répartition
Cette espèce est endémique du Brésil. Elle se rencontre entre 100 et 1 000 m d'altitude, :
- dans l'État de São Paulo à Eldorado et sur l'Ilha do Cardoso à Cananéia ;
- dans l'État de Paraná à Morretes.

## Description
Les 15 spécimens adultes mâles observés lors de la description originale mesurent entre 36,4 mm et 42,6 mm de longueur standard et le spécimen adulte femelle observé lors de la description originale mesure 45,0 mm de longueur standard.  Son dos est brun foncé et présente une ligne longitudinale s'étendant du museau jusqu'à la racine des membres antérieures. Sa gorge est gris argenté. Son ventre est gris foncé avec des marbrures brunes.

## Étymologie
Cette espèce est nommée en l'honneur de William Ronald Heyer.

## Publication originale
- Haddad, Pombal & Bastos, 1996 : A new species of Hylodes from the Atlantic Forest system in Brazil (Amphibia: Leptodactylidae). Copeia, vol. 1996, no 4, p. 965-969 (texte intégral).